# Northern Line
Northern Line es una línea profunda del metro de Londres, que aparece de color negro en los mapas de la red. Esta línea es una de las más complicada de la red, al contar con dos rutas en la zona central y otras dos en el norte. A pesar de su nombre, esta línea es la que llega más al sur.

## Historia

### Formación de la línea

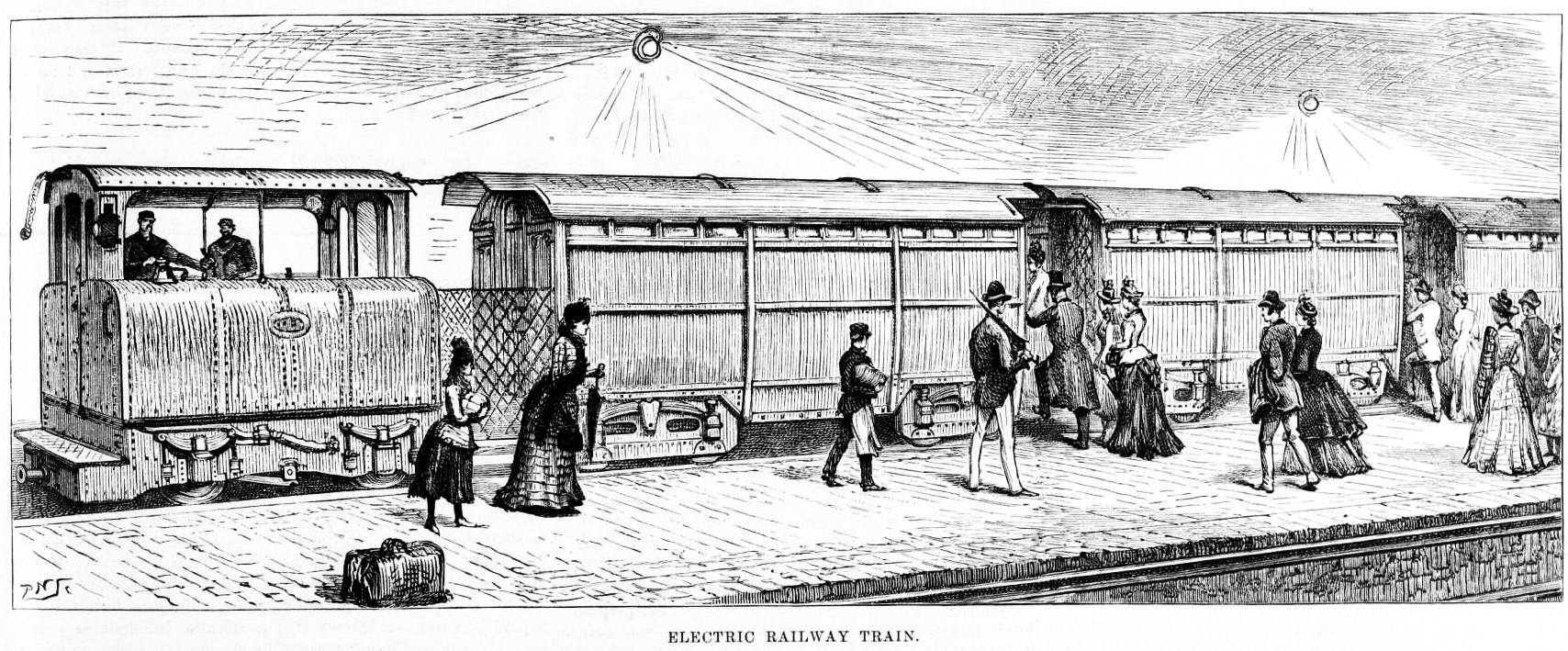
Tren de la City & South London Railway (1890).

La City & South London Railway (C&SLR) fue la primera línea de ferrocarril en circular por túneles a gran profundidad. Esta línea fue construida bajo la supervisión de James Henry Greathead, responsable del Tower Subway junto con Peter W. Barlow. La línea fue abierta en noviembre de 1890, con un trayecto entre las estaciones de Stockwell y King William Street (estación actualmente en desuso); debido a que esta última estación no contaba con una buena localización, se creó una nueva ruta hacia la estación de Moorgate pasando por la estación de Bank. En 1907 la C&SLR había extendido el trayecto, de forma que unía las estaciones de Clapham Common y Euston.
Por otra parte, la Charing Cross, Euston & Hampstead Railway (CCE&HR), conocida como "Hampstead Tube", abrió en 1907 con un recorrido que partía desde Charing Cross (conocida como Strand durante mucho tiempo) y llegaba a Golders Green y Highgate (actualmente conocida como Archway); la línea tenía forma de "Y". Para 1914 la línea se había extendido hacia el sur, llegando a la estación de Embankment.
En 1913 ambas líneas pasaron a ser controladas por la misma empresa. Durante la década de 1920, ambas líneas fueron conectadas en las estaciones de Camden Town y Kennington. Se agrandaron los túneles de la C&SLR para adaptarlos a los estándares. Entre 1923 y 1924 se construyó una extensión desde Golders Green hasta Edgware en la zona norte; en 1926 la extensión se realizó en el sur, llegando hasta la estación de Morden. La línea resultante se conoció como Morden-Edgware Line. Pronto se la conoció con los nombres "Edgmorden" y "Medgware", como imitación de lo sucedido con el nombre de la línea "Baker Street & Waterloo Railway", que se había abreviado a "Bakerloo". La denominación actual de "Northern Line" llegó en 1937.

#### Extensión a Morden
La extensión de la línea hacia Morden añadió siete nuevas estaciones. Todas ellas fueron diseñadas por Charles Holden en un estilo que llegó a conocerse como "estilo Morden". A excepción de la propia Morden y de Clapham South, donde había más espacio disponible, todas las estaciones fueron construidas en pequeñas esquinas de calles, en zonas ya desarrolladas. Holden supo aprovechar bien el poco espacio disponible para crear edificios muy llamativos. La estructura a nivel de calle está realizada con piedra blanca tipo Portland. Los vestíbulos de venta de tickets tienen una altura doble a la normal, y el logo del Metro de Londres está hecho en paneles de cristal. Las columnas de piedra que sirven de marco a estos paneles se coronan con capiteles que representan el logo del Metro en forma tridimensional. Los grandes paneles de cristal garantizan mucha iluminación para los vestíbulos de venta de tickets, y dan una apariencia de confort cuando están iluminados por la noche.
Gracias a que disponían de mayor espacio, las estaciones en los extremos de la extensión, Morden y Clapham South, incluyen una serie de tiendas. Además, fueron diseñadas para soportar un hipotético edificio encima de ellas (al igual que muchas de las primeras estaciones). Poco después de su construcción, se levantó un edificio de apartamentos sobre Clapham South; en la década de 1960 se levantó un edificio de oficinas en Morden.
Todas las estaciones de la extensión (a excepción de Morden) se encuentran en el catálogo de edificios protegidos de grado II de Inglaterra, lo que garantiza un importante nivel de protección.
Una vez que se nacionalizaron todas las líneas en 1933, la Great Northern & City Railway, que operaba entre Moorgate y Finsbury Park, pasó a formar parte del Metro como la Northern City Line; aunque la operaba la Northern Line, nunca estuvo conectada a ella.

### El proyecto Northern Heights
En junio de 1935 se hizo público un ambicioso proyecto, que incluía la integración de las líneas de la London and North Eastern Railway (LNER) al norte de Highgate a través de lo que se llamó "Northern Heights". Estas líneas, construidas en las décadas de 1860 y 1870 por la Edgware, Highgate and London Railway y sus sucesoras, unían Finsbury Park con Edgware a través de Highgate, con ramales hacia Alexandra Palace y High Barnett. La extensión de la línea desde Edgware llegaría a Brockley Hill, Elstree South y Bushey Heath, incluyendo una nueva estación en Aldenham. Esta extensión partía del proyecto de la Watford and Edgware Railway, que nunca llegó a construirse, gracias a que se consiguieron los derechos de construcción tras la venta de dicha compañía. Además, en la ciudad de Bushey reservaron espacio para una posible estación de metro; además, el diseño de la estación de Bushey Heath fue revisada en multitud de ocasiones para asegurarse la compatibilidad con la red de metro.
En el proyecto se preveía la electrificación de las líneas de superficie (todavía servidas por trenes a vapor) y la construcción de tres nuevas secciones de vía para interconectar metro y líneas de la LNER: conexión en superficie entre la Northern City Line y Finsbury Park Station; extensión del túnel desde Highgate para alcanzar la LNER cerca de la estación de East Finchley a través de nuevos andenes bajo Highgate; y una pequeña bifurcación desde la estación de Edgware perteneciente a la LNER hasta la estación de Edgware perteneciente al metro.
El trabajo se inició a finales de la década de 1930, pero poco después fue interrumpido tras el inicio de la II Guerra Mundial. Sólo se continuaron los trabajos en el enlace de Highgate y en el ramal de High Barnet debido a que estaban más avanzados. En 1939 se abrió el tramo entre Archway y East Finchley, en 1940 se continuó hasta High Barnet, y en 1941 se abrió la estación de Highgate. Una de las vías de la línea de la LNER había sido electrificada en 1941 hasta Mill Hill East para poder servir a los barracones situados en ese punto. El garaje de Aldenham estaba finalizado, y pasó a ser utilizado por los bomberos de Halifax. El resto de trabajos fueron suspendidos.
Después de la guerra, el área alrededor de Edgware fue declarada zona verde, y la demanda prevista desde Bushey Heath desapareció. Los fondos que habían asignado para todo el proyecto se utilizaron para completar la extensión hacia el este de la línea Central. Finalmente, el proyecto Northern Heights fue abandonado el 9 de febrero de 1954. El garaje de Aldenham se convirtió en un taller de reparación de autobuses. La línea ya existente de Finsbury Park a Muswell Hill y Alexandra Palace pasando por los andenes en superficie de Highgate fue cerrada al tráfico de pasajeros en 1954. Posteriormente se ha organizado el Muswell Hill Metro Group, un grupo que intenta reabrir la línea como servicio de metro ligero, aunque hasta la fecha no ha logrado ningún resultado. Actualmente esta ruta se denomina Parkland Walk, un camino muy apreciado por ciclistas y paseantes.

## Estaciones

### Ramal High Barnet
- High Barnet
- Totteridge and Whetstone
- Woodside Park
- West Finchley
- Mill Hill East (on a branch)
- Finchley Central
- East Finchley
- Highgate
- Archway
- Tufnell Park
- Kentish Town

### Ramal Edgware
- Edgware
- Burnt Oak
- Colindale
- Hendon Central
- Brent Cross
- Golders Green
- Hampstead
- Belsize Park
- Chalk Farm

### Camden Town
- Camden Town

La unión de los dos ramales del norte (Edgware y High Barnet) a los dos ramales centrales se produce al sur de Camden Town. Esta estación cuenta con un par de andenes para cada uno de los ramales del norte, y los trenes del lado sur pueden dirigirse indistintamente al ramal Charing Cross o al ramal Bank desde cualquiera de los andenes.

### Ramal Charing Cross
También conocido como ramal West End
- Mornington Crescent
- Euston
- Warren Street
- Goodge Street
- Tottenham Court Road
- Leicester Square
- Charing Cross
- Embankment
- Waterloo

Los trenes del lado sur de este ramal suelen dar la vuelta en Kennington, formando un recorrido circular.

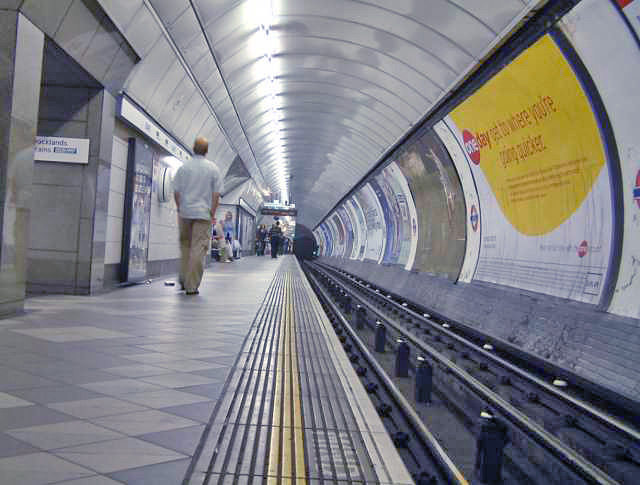
Un andén típico de la línea Northern (estación Bank).

### Ramal Bank
También conocido como ramal City
- Euston

- King's Cross St Pancras

- Angel

- Old Street

- Moorgate

- Bank

- London Bridge

- Borough

- Elephant and Castle

### Ramal Morden
- Kennington

- Oval

- Stockwell

- Clapham North

- Clapham Common

- Clapham South

- Balham

- Tooting Bec

- Tooting Broadway

- Colliers Wood

- South Wimbledon

- Morden

## Vehículos

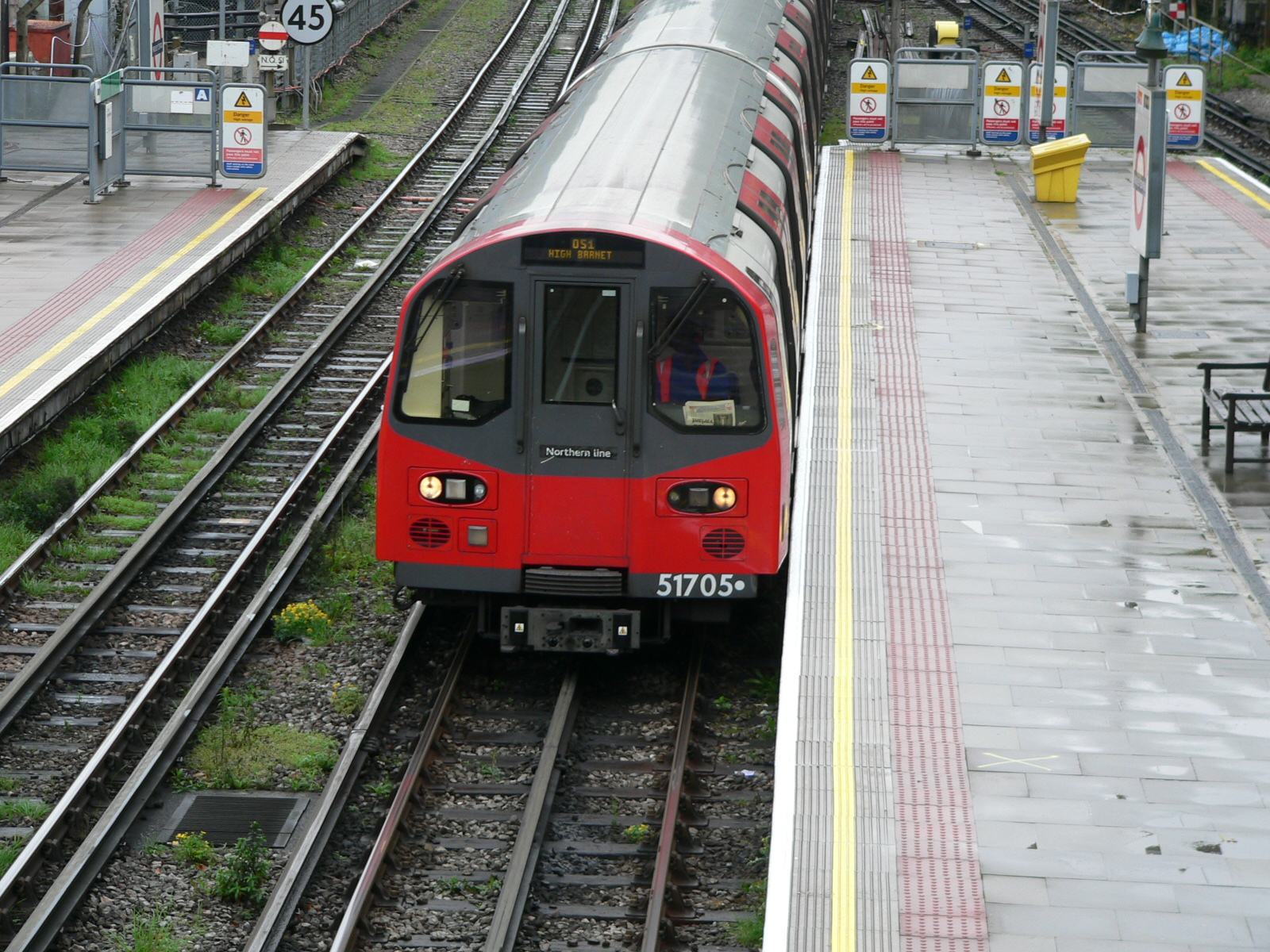
Un tren de la Northern Line.

Todos los trenes de la línea Northern son de la serie de 1995. Utilizan el típico juego de colores del Metro (rojo, blanco y azul). Al igual que el resto de las líneas profundas, los trenes son del tamaño más pequeño de los dos tamaños existentes en la red. Esta serie es más cómoda que los trenes pertenecientes a series más antiguas utilizadas en algunas líneas. Además, incorporan noticias deportivas automáticas y cierre rápido de puertas.

## Desarrollo reciente
En 1975, la línea Northern City, conocida como ramal Highbury, pasó a formar parte del sistema de ferrocarriles británicos. Actualmente, esta línea está operada por First Capital Connect.
Durante la década de 1980 y de 1990, la línea se la conoció por el sobrenombre de "línea míserable" ("Misery Line"); su reputación se recuperó tras la introducción de la serie de 1995 de trenes.
En 2003, un tren descarrió en Camden Town. Este accidente provocó importantes daños en la señalización, y los cruces de vías no se pudieron utilizar durante las reparaciones. Por ello, los trenes procedentes de Edgware sólo podían dirigirse al ramal Bank, mientras que los procedentes de High Barnett y Mill Hill East sólo utilizaban el ramal Charing Cross. La situación quedó resuelta el 7 de marzo de 2004, cuando los cruces fueron reabiertos tras las reparaciones y la realización de diversas pruebas de seguridad.
Un informe conjunto del Metro y de la empresa Tube Lines encargada del mantenimiento de la línea concluyó que la causa principal del accidente fue la forma de las vías, poco conveniente; debido a ello, aparecía exceso de fricción de las ruedas en cierto punto de la línea y eso originó que la rueda principal del último vagón del tren siniestrado se montara sobre la vía, ocasionando el descarrilamiento. El lugar del descarrilamiento es una curva muy estrecha en un túnel también bastante estrecho, lo que impide que las vías tengan la forma típica para evitar descarrilamientos (peraltar la vía por medio de elevar un poco uno de los raíles con respecto al otro).
El 13 de octubre de 2005, toda la línea fue cerrada debido a problemas de mantenimiento con el sistema de frenado de emergencia de los trenes. Se estableció un servicio de autobuses para unir las estaciones más periféricas con otras líneas de Metro. El 17 de octubre se reinició una parte del servicio, y para el día siguiente volvió a funcionar el servicio al completo.
A principios del año 2006 la oficina del alcalde comentó que una de las áreas donde se concentrarían esfuerzos sería la expansión del Metro hacia zonas del sur de la ciudad poco comunicadas por este sistema. Las opciones más interesantes son:
- Extensión de la línea Bakerloo hacia Camberwell y más allá, retomando un antiguo proyecto.
- Extensión de la línea Victoria desde Brixton, debido a que todavía la línea dispone de bastante capacidad en su zona sur (al igual que ocurre con la línea Bakerloo).
- Extensión de la línea Northern desde Kennington; este proyecto implica la creación de un nuevo ramal en la zona sur, por lo que sería necesario un rediseño de la estación de Camden Town para soportar servicios de intercambio.

Desde octubre de 2006, el servicio a Mill Hill East se ha visto reducido a un servicio de lanzadera excepto en horas punta y en el mantenimiento de algunos trenes en fin de semana.
En 2021, se abrió un nuevo ramal de la línea entre Kennington y Battersea Power Station.